# Biblioteca Municipal Professor Guilherme Briggs
A Biblioteca Municipal Professor Guilherme Briggs é uma antiga instituição do município de Angra dos Reis. Ela foi fundada no século XX e oficializada através do decreto-lei Nº 7, de 6 de agosto de 1941. A biblioteca é subordinada à Secretaria de Educação da cidade, e antes da sua atual localização ela já teve outros endereços. Quando fundada, localizava-se nas dependências da prefeitura, posteriormente sendo transferida para um sobrado na Travessa Santa Luzia, Nº 91. A instituição chegou a ser desativada em 1977 e reativada em 7 de setembro de 1978, pelo prefeito Jair Carneiro Toscano de Brito, no atual endereço, Praça Zumbi dos Palmares (antiga Praça Marquês de Tamandaré), Nº 116, ao lado da sede da secretaria de educação.
Em 2009 a Secretaria de Educação, Ciência, Tecnologia, Esporte e Lazer de Angra dos Reis promoveu um evento para celebrar os 68 anos da Biblioteca. O evento contou com uma apresentação do grupo musical dos professores do Projeto Música na Escola, de dança, e do histórico da biblioteca, o tema escolhido foi “Sarau de Poetas Latino-Americanos”. No ano seguinte foi realizado um evento comemorativo pelos 69 anos da biblioteca. Desta vez o evento contou com um sarau literário, com o tema “Adolescência em Versos e Canções”, e logo após houve o encontro dos participantes do clube da leitura sobre os livros da coleção “Fala Sério”, de Thalita Rebouças.
No início de 2020, a biblioteca recebeu obras de revitalização e acessibilidade, tendo sido fechada por um período e reaberta em março do mesmo ano. Com as alterações, o espaço tornou-se acessível para as pessoas com deficiência, recebendo banheiro adaptado, rampa de acesso e piso podotátil.
A Biblioteca conta com um acervo com mais de 25 mil títulos de diferentes áreas do conhecimento, além de clássicos da literatura nacional e internacional. Procurando atender a todos os públicos, o espaço é subdividido em seções de acordo com a temática das obras. A biblioteca possui uma segmentação especial com acervo de autores angrenses atendendo aos anseios dos usuários, respeitando a história e a comunidade local.